# Ruud Aerts
Ruud Aerts (2 september 1979) is een Nederlands marathonschaatser en wielrenner. 

## Marathonschaatsen
Ruud Aerts maakte in het seizoen 2001-2002 zijn debuut bij de A-rijders voor de ploeg van Stehmann Sport. Vanaf het seizoen 2010-2011 komt hij uit voor Team Wadro. Aerts is een specialist op het natuurijs. In 2009 won hij de Aart Koopmans Memorial op de Oostenrijkse Weissensee en de finale van de World Grand Prix natuurijs op het Runn-meer in Zweden. Op 10 februari 2012 won hij de natuurijsklassieker Veluwemeertocht.

### Ploegen
| Seizoenen               | Ploeg                    |
| ----------------------- | ------------------------ |
| 2001-2002 t/m 2002-2003 | Stehmann Sport           |
| 2003-2004               | Heembouw                 |
| 2004-2005               | DSB Bank                 |
| 2005-2006               | Frisia Financieringen    |
| 2006-2007 t/m 2007-2008 | Beelen Sloopwerken       |
| 2008-2009 t/m 2009-2010 | Foekens                  |
| 2010-2011 t/m 2013      | Team Wadro               |
| 2013-2014 t/m heden     | Schaatscentrum De Uithof |

## Wielrennen
Ruud Aerts kwam van 2002 tot 2004 uit voor de UCI-ploeg Van Hemert Groep Cycling. In 2010 won Ruud Aerts met WV de Jonge Renner het Nederlands clubkampioenschap wielrennen.